# Машкін Сергій Олександрович
Машкін Сергій Олександрович (рос. Машкин Сергей Александрович; 1976—2022) — російський найманець, член терористичної організації Донецкая Народная Республика. Відомий за позивним Людоед/Пацик. Його біографія тісно переплетена з діяльністю угруповань, які в українських ЗМІ та офіційних джерелах часто називають «пацанами» — нерегулярними бойовиками, що діяли методами терору та незаконних збройних акцій. Ліквідований 2 березня 2022 року.

## Біографія
Народився 16 липня 1976 року у Владикавказі в Північній Осетії.
Народився у Північній Осетії. З середини 2000-х займався колекторським бізнесом, що, ймовірно, сформувало його зв'язки з кримінальними та силовими колами. У 2008 році брав участь у російсько-грузинській війні, де співпрацював з керівництвом окупованої Південної Осетії. Саме там він набув досвіду створення неформальних збройних груп, які пізніше стали основою тактики «пацанів» на Донбасі.
На схід України Машкін прибув у травні 2014 року, приєднавшись до терористичного батальйону «Восток». Як особистий охоронець Олександра Ходаковського, він керував «пацанами» — молодими бойовиками, які здійснювали диверсії, захоплення будівель та збройні напади. Ці групи відрізнялися жорстокістю, а їх дії часто супроводжувалися порушеннями міжнародного гуманітарного права.
У 2016 році Машкін був учасником батальйону «Пятнашка», де його правою рукою став Сергій Сахнік (відомий також під позивним «Оцифрований»). Разом вони перетворили підрозділ на одну з найбільш боєздатних, але й найкривавіших структур «ДНР». «Пацани» під їх керівництвом брали участь у штурмах Донецького аеропорту, боях за Мар'їнку та Авдіївську промзону. Відомо, що Сахнік відповідав за логістику та вербування нових бойовиків, тоді як Машкін спеціалізувався на тактиці «високомобільних» атак з використанням дрібних груп.
Підлеглі Машкіна та Сахніка діяли жорстоко: за свідченнями місцевих мешканців, вони масово застосовували міномети й снайперів проти цивільної інфраструктури, а також проводили «зачистки» серед мирного населення. У 2017 році група «пацанів» з «П'ятнашки» була причетна до розстрілу полонених українських військових під Авдіївкою, що викликало резонанс навіть серед інших проросійських формувань. Того ж самого року 20 серпня в інтернеті з'явилось відео з участю Машкіна та Сахніка, в якому вони ґвалтували 15-річну Ющук Софію.
2 березня 2022 року Машкін загинув від осколкового поранення під час артилерійського обстрілу в Микільському на півдні Донецької області. Його смерть послабила «П'ятнашку», проте Сергій Сахнік продовжив керувати підрозділом, зберігши його структуру. Після 2022 року інформація про долю Сахніка стає фрагментарною, але, ймовірно, він залишається учасником російських злочинних операцій в Україні.